# Andersenia
Andersenia es un género de foraminífero bentónico de la subfamilia Minouxiinae, de la familia Eggerellidae, de la superfamilia Eggerelloidea, del suborden Textulariina y del orden Textulariida. Su especie tipo es Andersenia rumana. Su rango cronoestratigráfico abarca el Barremiense (Cretácico superior).

## Discusión
Clasificaciones previas incluían Andersenia en la superfamilia Textularioidea, del suborden Textulariina y del orden Textulariida.

## Clasificación
Andersenia incluye a las siguientes especies:
- Andersenia rumana